# 인왕산아이파크
인왕산아이파크(Inwangsan IPARK)는 대한민국 서울특별시 종로구 무악동에 위치한 아파트 단지로, 무악 연립주택 일부를 재건축한 것이다. 2008년 1월에 현대산업개발에 의해 완공되었으며 17개동 810세대로 구성되어 있다. 종로구를 대표하는 아파트이자, 재건축 추진과정에서 대한민국 건설법에 중요한 대법원 판례를 남긴 것으로 알려져 있다.

## 역사
서울시청은 2000년대에 들어 도심 주택공급을 늘리기 위해 종로구 교남동 및 무악동 일대에 용적률, 층고 등을 제한하는 지구단위 계획구역을 일괄적으로 해제하였으며, 종로구청 차원에서도 용적률 제한을 완화하는 주거지역 종상향을 통해 재개발 및 재건축을 촉진하였다.
이러한 정책적 지원에 따라 종로구 무악동의 인왕산 기슭에 소재한 약 600가구 규모의 무악연립주택도 2000년부터 아파트 단지로의 재건축을 추진하였는데, 추진 과정에서 독자적 사업추진을 염두에 둔 일부 필지의 연립주택 구성원들과 분쟁을 겪으면서 일괄 사업추진에 난항을 겪게 되자 무악동 59의1번지 일대를 중심으로 재건축을 추진하게 되었다. 이 재건축 사업은 2008년 1월 현대산업개발의 준공으로 마무리 된다.
인왕산아이파크로의 재건축 사업이 완료될 무렵, 조합원들은 분양되는 아파트 평형의 규모를 확정한 조합총회의 효력에 관해 또 다른 갈등을 겪고 있었다. 이러한 조합원 사이의 갈등은 당시까지만 하더라도 법조계에서 '재건축조합'이라는 사적(私的) 단체 내부의 분쟁으로 여겨져 왔으므로, 사적자치의 원칙에 따라 민사사건으로 다투어져 왔다. 그런데 대법원은 2009년 9월 17일에 이 재건축 사업에 관한 상고심을 심리하던 중 돌연 재건축 사업의 조합총회에 관한 분쟁을 민사사건이 아닌 행정사건으로 다루어야 한다는 취지로 전원합의체를 거쳐 새로운 판례(2007다2428)를 수립하였다. 이에 따라 인왕산아이파크로의 재건축 사업 이후 모든 재건축 사업들은 조합 내 총회에 관련된 분쟁을 행정법원에서 다투어야 하게 되었다.
이는 대한민국 건설법의 흐름에 중대한 변화를 끼친 것으로 평가된다.
광화문 등지로의 출퇴근이 편하고 녹지가 가깝다는 장점이 있다는 평을 받는다. 장점에 힘입어 거래량이 꾸준히 높은 수준을 유지하였으므로, 한국도시연구소가 서울시 25개 자치구별 시세를 추적하는 대표 아파트를 선정할 때 종로구의 대표 아파트로 선정되었다.

## 교통
- ● 수도권 전철 3호선 독립문역

## 주민
- 김태호 국회의원(前 경상남도지사),[12] 성윤모 前 산업통상자원부 장관[13] 등 정치인, 관료들의 거주지로도 알려져 있다.

## 사진

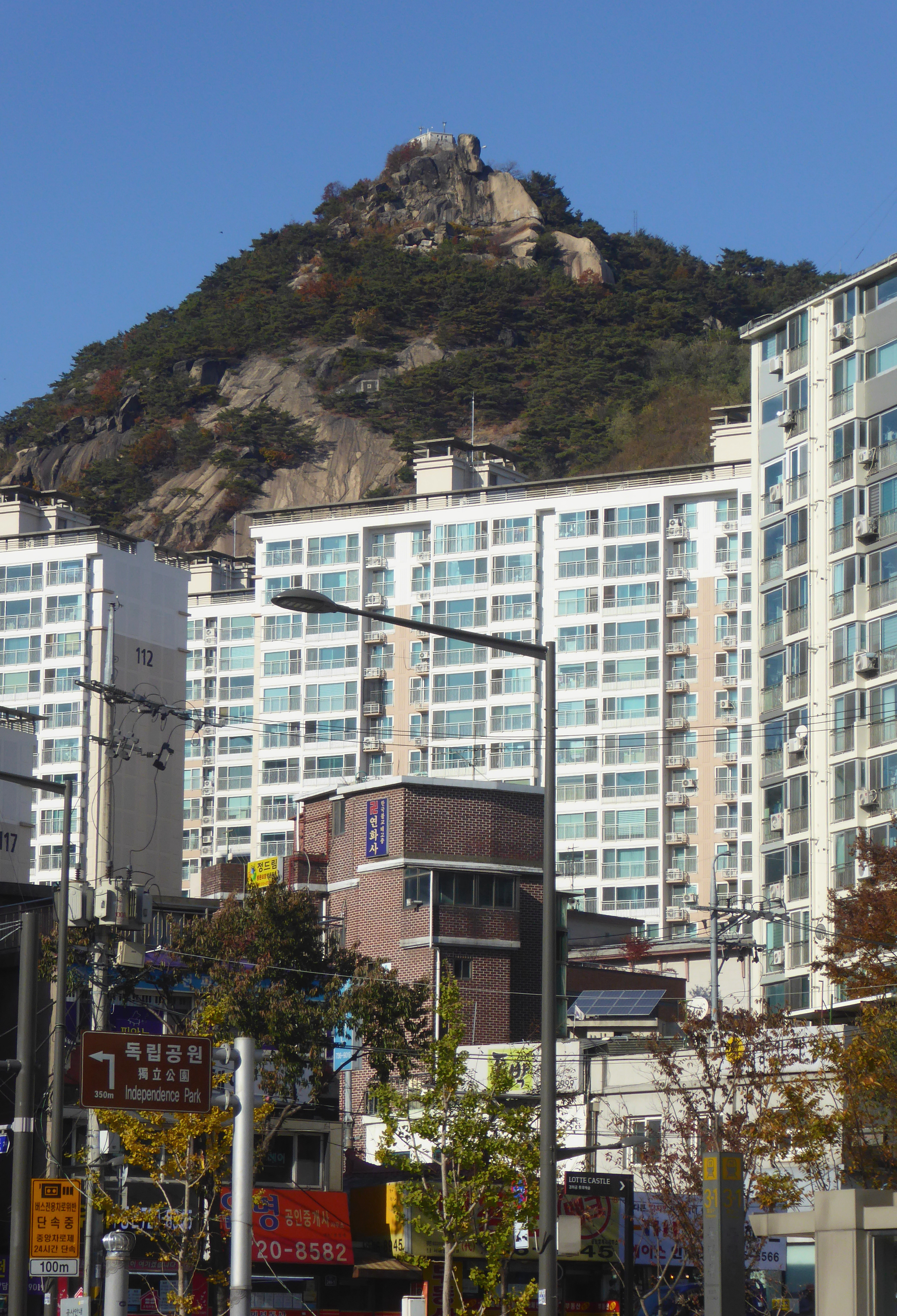
독립문에서 바라본 아파트의 모습
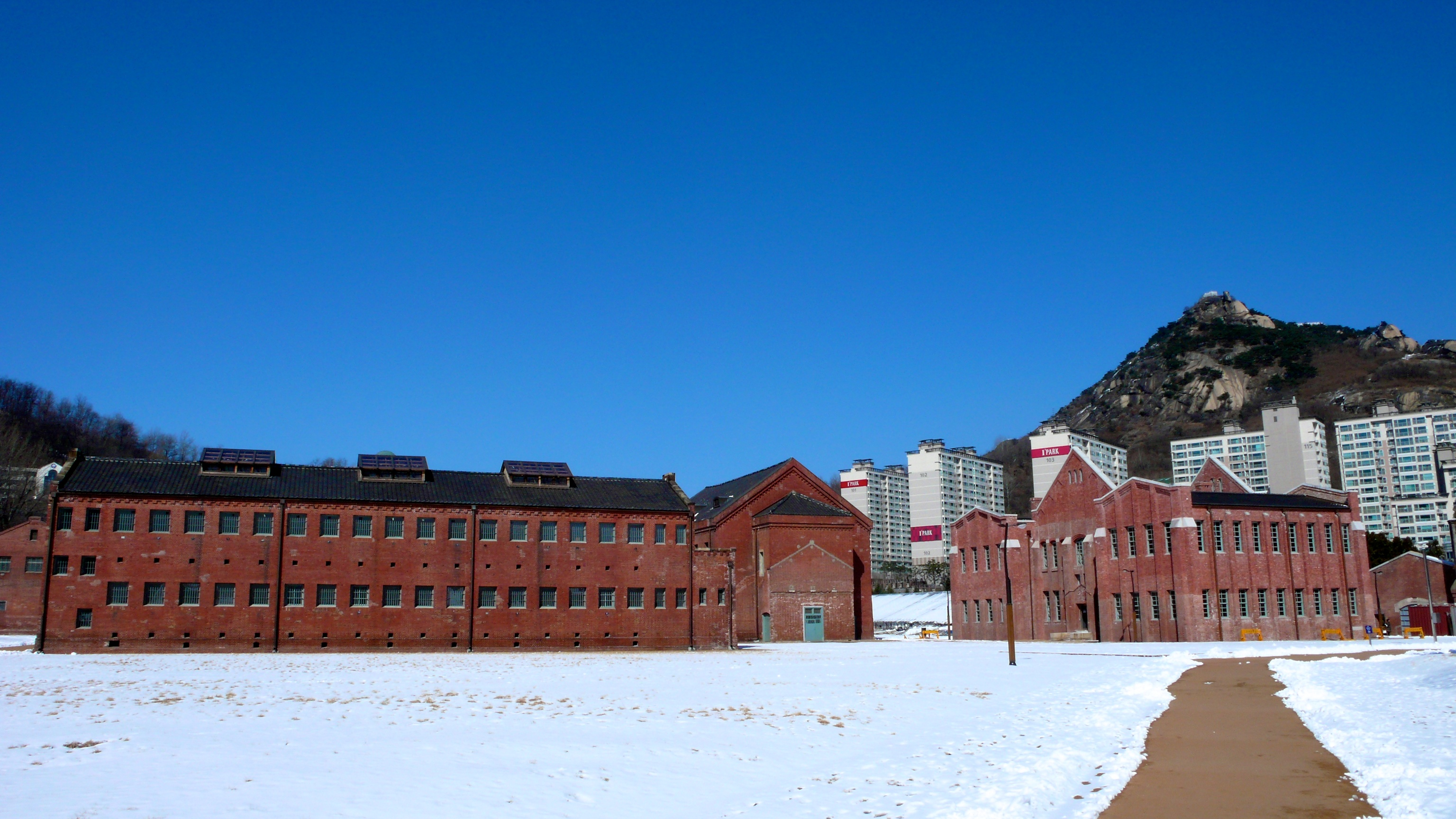
서대문형무소 역사관에서 바라본 아파트의 모습

## 같이 보기
- 대한민국 아파트의 역사
- 재건축
- 종로구
- 무악동
- 인왕산
- 아이파크